# Paz de Nuremberga
A Paz de Nuremberga foi um tratado de paz assinado em Nuremberga, em maio de 1532, entre católicos e protestantes, após um enfrentamentamento durante a Reforma na Alemanha. O tratado foi uma consequência da Dieta Imperial realizada em Ratisbona naquele mesmo ano, a fim de manter a paz no Império.

## História
Comprometido pelas guerras Habsburgo-Otomanas nos territórios austríaco e húngaro, governados por seu irmão Fernando I (que acabara de ser nomeado em janeiro de 1531, rei dos romanos, ou seja, sucessor do título imperial), o imperador Carlos V teve que buscar o entendimento com os príncipes luteranos da Liga de Esmalcalda (formada em fevereiro de 1531) para obter seu apoio contra os turcos e evitar sua reaproximação com Francisco I da França (contra quem as guerras da Itália estavam sendo travadas). O ponto-chave da trégua foi o compromisso de que ninguém seria condenado por suas crenças religiosas até a celebração de um Concílio. O resultado do acordo foi bem sucedido, e os exércitos imperiais, com os recursos obtidos na Alemanha, conseguiram forçar a retirada turca da Áustria.
O princípio conciliatório da Paz de Nuremberg, baseado no compromisso de aguardar a celebração do Concílio, foi confirmado, com diferentes nuances, pelo Interim de Ratisbona (1541, mais favorável aos protestantes) e o Interim de Augsburgo (1548, mais favorável aos católicos); embora os sucessivos adiamentos e vicissitudes do Concílio de Trento, que não foram aceitos pelos protestantes, tornassem inviável o acordo dogmático. A situação subsequente foi alterada com a retomada das hostilidades que levaram a uma posição mais favorável aos protestantes, que forçaram a assinatura da Paz de Passau (1552). O novo status quo foi fixado com a Paz de Augsburgo (1555), que reconhecia aos príncipes o poder de impor sua religião, sem interferência externa, aos seus súditos (princípio cuius regio eius religio), reduzindo claramente o poder do imperador dentro do Império.